# Galaxy 4R
Galaxy 4R war ein kommerzieller Kommunikationssatellit des Satellitenbetreibers Intelsat aus der Galaxy-Flotte.

## Missionsverlauf
Im Jahr 1998 bestellte der ehemalige Satellitenbetreiber PanAmSat den Satelliten als Galaxy 4R bei Hughes Space and Communications. Er sollte den zuvor gestarteten Galaxy 4 ersetzen, welcher einen Bordcomputerausfall erlitten hatte und dessen Lebensdauer dadurch verkürzt worden war. Ursprünglich war der Start auf einer russischen Proton-K-Trägerrakete geplant, jedoch wurde er auf eine Ariane 4 umgebucht, nachdem es zu vermehrten Fehlstarts der russischen Rakete gekommen war.
Galaxy 4R wurde am 19. April 2000 vom Raumfahrtzentrum Guayana in einen geostationären Transferorbit gebracht. Von dort aus erreichte er seine geostationäre Umlaufbahn durch Zünden seines Apogäumsmotor. Er wurde vorerst bei 73° West stationiert. Noch im selben Jahr wurde er nach 99° West verschoben, um in fast ganz Nordamerika empfangen werden zu können.
Beide Lageregelungstriebwerk-Systeme des Satelliten fielen 2003 aus, was eine Verkürzung der Lebenszeit zur Folge hatte. Am 14. August 2006 löste der neu gestartete Galaxy 16 den Satelliten bei 99° West ab, Galaxy 4R wurde daraufhin nach 77° West verschoben, wo er den Rest seiner Betriebszeit verbrachte.
Ebenfalls 2006 übernahm Intelsat das PanAmSat-Unternehmen und seine Satelliten. Im April 2009 wurde er in einen Friedhofsorbit manövriert und außer Betrieb genommen.

## Technische Daten
Hughes Space and Communications baute den Satelliten auf Basis ihres Satellitenbusses der 601-Serie und rüstete in mit jeweils 24 C-Band- und Ku-Band-Transpondern aus. Er besaß je 4 Ersatztransponder. Des Weiteren war er dreiachsenstabilisiert und wog beim Start etwa 3,7 Tonnen. Er wurde durch zwei große Solarmodule und Batterien mit Strom versorgt und besaß ursprünglich eine geplante Lebensdauer von 15 Jahren.